# Canti del Maggio
I canti del maggio sono le canzoni, rimeggiate e musicate durante il Calendimaggio dai maggerini, sotto le case e per le vie di alcuni paesi italiani dell'alta Toscana, Liguria, Piemonte, Emilia, Umbria, Maremma, Marche e nella zona delle Quattro province, nella notte tra il 30 aprile ed il primo Maggio. Sono canti prevalentemente in lingua italiana, con più o meno leggere inflessioni dialettali e sono caratterizzate da un'andatura allegra e gioiosa. Infatti esse sono il benvenuto alla bella stagione, dopo il lungo inverno. I canti sono accompagnati dalla musica: stornelli, sonetti e tresche suonati con chitarre, violini, strumenti ad ancia, piccole percussioni e strumenti ritmici, che comunque non coprano la voce, ora in coro, ora in solo, che canta il maggio.
I temi dei canti sono svariati: la natura, la primavera e le stagioni, dionisio e l'allegria in sé e anche un eros velato in serenate dolci e anche maliziose. Esse sono un'allegoria della vita, della rinascita e dell'allegria, ad imitazione dell'arrivo della bella stagione.

## Diffusione e origini
La diffusione territoriale dei canti del maggio è come accennato più accentuata in Toscana, Liguria ed Emilia occidentale. Sono diffusi comunque anche in tutta l'Italia centro-settentrionale.
La celebrazione del cambiamento delle stagioni in queste zone ha origini remote. Gli antichi celti, etruschi e liguri, celebravano nel periodo di maggio Beltaine e più in generale ogni passaggio e cambiamento importante stagionale, come l'arrivo dell'inverno (circa il 31 ottobre) l'estate (circa il 1º agosto). Oppure gli equinozi ed i solstizi, ma anche momenti legati all'agricoltura.

## Centri in cui sono attestati i Maggi

### Marche
- Morro D'Alba (AN)
- Fabriano (AN)
- Macerata (MC)
- Petriolo (MC)
- Mogliano (MC)
- Montecosaro (MC)
- Filottrano (MC)
- Jesi-Numana (AN)

### Umbria
- Purello (Fossato di Vico)
- Sigillo (PG)
- Gubbio (PG)

### Toscana
- Garfagnana: Villa Collemandina, Pieve Fosciana
- Lunigiana: Montereggio di Mulazzo (Massa-Carrara)
- Monti Pisani: Buti
- Volterrano: Volterra
- Mugello: Barberino di Mugello
- Maremma
- Montagna Pistoiese

### Emilia Romagna
- Frignano: Riolunato (Modena)
- Pietra di Bismantova (Reggio Emilia)
- Valceno: Anzola di Bedonia (Parma)
- Casola Valsenio (Ravenna)
- Varsi (Parma)

### Liguria
- Varese Ligure (La Spezia)

## Ricerca e musica folk
È in atto un lavoro di recupero di queste canzoni da parte di musicisti come Riccardo Tesi e Maurizio Geri, che perseguono un lavoro di ricerca etnografica come quello eseguito da Sergio Gargini. Sulle orme di Caterina Bueno, hanno cercato di proporre questi canti al grande pubblico, per dare ad essi il giusto merito, in quanto costituiscono un interessante patrimonio culturale, per i contenuti e per la varietà di stili metrici. Un interesse crescente verso queste canzoni anche dai musicisti folk, come il Collettivo Folcloristico Montano della Montagna pistoiese.

## Esempi
Ecco qui alcuni esempi di testi, senza commento, dal quale il lettore può comprendere a grandi linee i contenuti di queste canzoni, stile metrico e messaggio.
- Cantamaggio Varese Ligure

E' qui quel nobil mese

Che sveglia ad alte imprese

I nostri cuori

E’ carico di fiori

Di rose e di viole

Dipinge come suole

Ogni riviera

E se non ci credete

Che maggio sia arrivato

Eccolo qui piantato

E se non ci credete

Che Maggio sia arrivito

Eccolo qui fiorito

E’ qui la primavera

E’ qui il tempo novello

Tornar mai più che bello

E più giocondo

Acciò che tutto il mondo

Sia colmo di allegrezza

Di gaudio e di dolcezza

E di speranza

Su e giù per ogni stanza

La vaga rondinella

Che in questa parte e in quella

Fa il suo nido

E se non ci credete…

Il fanciullin Cupido

Che va spiegando l’ali (Fra noi dispiega l’ali)

Veloci come strali (Con l’arco e con gli strali)

E le saette

In ordine si mette

Per salutar le Ninfe

Sopra le chiare rive

Dei ruscelli

I rozzi pastorelli

Con le ineguali canne

Rallegran le capanne

E i larghi campi

Se ci sarete grati

Vi renderemo omaggio (omeggio)

Pur del venturo Maggio

Ai di felici

Vi salutiamo amici

E vi auguriam riposo

Pur non vi sia noioso

Il nostro canto

Noi ce ne andiamo

E in pace vi lasciamo

Noi ce ne andiamo in pace

Noi ce ne andiamo

E in pace vi lasciamo

Noi ce ne andiamo in pace

Lalalalaaa...»
- L'inserenata

padron di casa se contento siete

so che ci avete una figlia garbata

dentro le quattro mura la tenete.

Ma se per sorte fusse addormenteta

fatele un fischio che la sciornerete

ditele che l'è passo un de' suoi amori

la viene a salutar con canti e suoni

ditele che l'è passo un de suoi amanti

la viene a salutar con suoni e canti.

(sonetto di rispetto:)
Io ti vorrei veder nel mio giardino

e vederti sbocciar come una rosa

io ti darei volentieri un bacino

se sei contenta ti farei mia sposa

Se sei contenta dimmi la verità

non mi venir bugiarda

se no così non va.

Bella bellina chi v'ha fatto gli occhi

chi ve li ha fatti tanto innamorati

da sotto terra leveresti i morti

dal letto leveresti gli ammalati.

Tanto lavoro e tanta lavoranza

vostri begli occhi son la mia speranza

tanto valore e tanta valorìa

vostri begli occhi la speranza mia.

(sonetto di rispetto:)
Se la mia mano sfiora i tuoi capelli

e la tua fronte la vedrò arrossire

per noi saran quelli giorni più belli

sarà una contentezza da gioire.

Se sei contenta dimmi la verità

non mi venir bugiarda

se no così non va.»
(Canto Popolare)
- Eccolo Maggio

con l'acqua in grembo e le mezzine in mano

ebbene venga Maggio e Maggio gli è venuto.

Eccolo Maggio chioccola di pepe

si canta Maggio signori de volete

ebbene venga Maggio e Maggio gli è venuto.

Eccolo Maggio fa fiorir l'ortica

se c'è dei bimbi Dio li benedica

ebbene venga Maggio e Maggio gli è venuto.

Eccolo Maggio che fa fiorir le zucche

date marito alle belle e anche alle brutte

ebbene venga Maggio e Maggio gli è venuto.

Eccolo Maggio che fa fiorire le pere

a voi capoccia vi si chiede da bere

ebbene venga Maggio e Maggio gli è venuto.»
(Canto Popolare)
- Che mangerà la sposa? (canzone cumulativa)

Mezzo piccioncin mezzo piccioncin.

Che mangerà la sposa la seconda sera?

Due tortorin, mezzo piccioncin mezzo piccioncin.

Che mangerà la sposa la terza sera?

Tre colombe e un girasol, due tortorin,

mezzo piccioncin mezzo piccioncin.

Che mangerà la sposa la quarta sera?

Quattro anatre, tre colombe e un girasol...

Che mangerà la sposa la quinta sera?

Cinque sfoglie di tagliolin, quattro anatre...

Che mangerà la sposa la sesta sera?

Sei castrati scortichè...

Che mangerà la sposa la settima sera?

Sette uccel...

Che mangerà la sposa l'ottava sera?

Otto agnel...

Che mangerà la sposa la nona sera?

Nove galli cantator...

Che mangerà la sposa la decima sera?

Dieci forme del buon pane per levarsela la fame...

Che mangerà la sposa l'undicesima sera?

Undici botti del buon vino per sciaquarselo il bocchino...

Che mangerà la sposa la dodicesima sera?

Dodici chili di salame...»
(Canto Popolare)
- Carlin di maggio (val Trebbia)

O sentì a tramescà: la padrona la s'ê levà (ritornello) bella vingo maggio...

O sentì a mov a mov: la padrona la pôrta i ov (rit.)

Mtè la scâla al cascinôt, trè sü i ov a vôtt a vôtt (rit.)

Mtè la scâla alla cascina, trè sü i ov alla ventina (rit.)

Maggio giocondo, tu sei il più bel del mondo, maggio di primavera!

Se non volete credere che maggio l'è arrivato affacciatevi al balcone...

I prati verdeggianti per consolar gli amanti, per consolar gli amanti.

Guarda gli uccelli che van per la riviera, maggio di primavera.

Dentro questa casa se gh'ê fiorì la fava ci sta una donna brava,

dentro questo giardino se gh'ê fiorì la rosa ci sta la mia morosa...

La m'â fat vëd ona rôba scüra, a m'â fat truvà pagüra...

Fateci del bene se ne potete fare, non possiamo più cantare: la luna passa i monti.

Tira fora u pisadù, dà da beive ai sunadù (rit.)

In pace vi troviamo, in pace vi lasciamo, vi diam la buona sera e ce ne andiamo via;

campa la ciossa con tutti i pulastrin, crepa la volpe con tutti i suoi vulpin!»
(Canto Popolare)

## Discografia
- 1984 - Musa di pelle, pinfio di legno nero... Baraban -- ACB
- 1985 - Giacu Trus Tre Martelli -- Pentagramma
- 1989 - Canti e musiche popolari dell'Appennino pavese. I canti rituali, i balli, il piffero, a cura di Aurelio Citelli e Giuliano Grasso -- ACB
- 1990 - Antologia Ciapa Rusa -- Robi Droli
- 1995 - In festa Micrologus
- 2000 - Eva Tagliani. La voce delle mascherate, a cura di Aurelio Citelli e Giuliano Grasso -- ACB
- 2000 - Ori pari Tendachënt -- Folkclub-EthnoSuoni
- 2001 - Balla Ghidan Gruppo ricerca popolare -- Voxi de Zena
- 2003 - Acqua foco e vento Riccardo Tesi e Maurizio Geri -- il manifesto
- 2004 - In cerca di grane Ariondassa -- Folkclub etnosuoni
- 2004 - Lune Riccardo Tesi, Maurizio Geri e Banditaliana -- Suppl. de ‘Il Manifesto
- 2007 - Sentré Musiche selvagge -- ACB
- 2007 - Umpa Umpa TrioTresca -- RadiciMusic Records
- 2008 - E l'è arrivà il mese d'aprile Cori spontanei dell'Appennino piacentino -- Soprip
- 2017 - 40 gir 1977-2017 Tre Martelli -- Felmay